# Canadian Olympic Curling Trials 2021

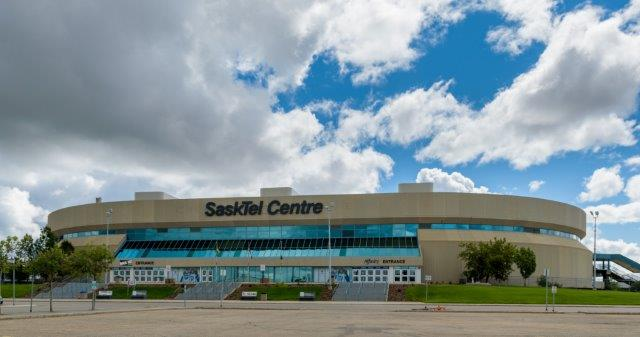
SaskTel Centre – arena na której odbyły się Olympic Trials

Canadian Olympic Curling Trials 2021 (pod nazwą 2021 Tim Hortons Curling Trials) – zawody curlingowe, które odbyły się w dniach 20 – 28 listopada 2021 w Saskatoon w Kanadzie. Ich zwycięzcy uzyskali prawo reprezentowania kraju podczas Igrzysk Olimpijskich w Pekinie.
Wśród kobiet zwyciężyła reprezentująca Manitobę drużyna Jennifer Jones (Jones, Lawes, Peterman, McEwen, Weagle), która w finale po dogrywce pokonała Tracy Fleury. Wśród mężczyzn tryumfował Team Gushue (Gushue, Nichols, Gallant, Walker), który pokonał w finale Brada Jacobsa.